# Aase Bye
Aase Synnøve Bye, född den 4 juni 1904 i Kristiania, död den 10 juli 1991 i Oslo, var en norsk skådespelare, gift med Trygve J. B. Hoff.
Bye debuterade 1923 som Solveig i Henrik Ibsens Peer Gynt på Nationaltheatret, där hon med korta avbrott var anställd till 1974. Genombrottet kom som Sonja i urpremiären av Sverre Brandts Reisen til julestjernen 1924. På 1920- och 1930-talen gjorde hon sig särskilt bemärkt med humörfyllt spel i klassiska komedier av Ludvig Holberg, Molière, William Shakespeare och George Bernard Shaw, och var Helene i uruppförandet av Alex Brinchmanns Karusell (1940), som hon också spelade på Dramaten i Stockholm. Hon gjorde även stor succé i operetter som Läderlappen, Glada änkan och Sköna Helena. Av hennes filmer kan nämnas Fager er lien (1925), och hon är särskilt ihågkommen som Alvilde i Det stora barndopet (1931) och som femme fatale i showfilmen En stille flirt (1933).
Efter andra världskriget arbetade hon huvudsakligen med drama, med tonvikt på centrala Ibsen-, Bjørnson- och Shakespeare-roller samt modern dramatik. Hon fick bland annat Kritikerpriset för rollen som Blanche i Tennessee Williams Linje lusta (1949). Från senare år är Bye mest ihågkommen som Lavinia i Nils Kjærs Det lykkelige valg, som hon första gången spelade 1959. Hennes sista stora roller var drottning Elisabet I i Friedrich Schillers Maria Stuart, Kathleen i David Storeys Home (även i TV-teater) och 1974 års avskedsföreställning, More Stately Mansions av Eugene O'Neill.
Bye var ofta uppläsare i radio, och läste också in lyrik på skiva, men stod aldrig mer på scenen efter avskedsföreställningen.

## Filmografi
- 1925 – Fager er lien
- 1926 – Brudefärden i Hardanger
- 1930 – Kristine Valdresdatter
- 1931 – Det stora barndopet
- 1934 – En stille flirt
- 1944 – Kommer du, Elsa?
- 1961 – Fru Inger til Østråt (TV)